# Praderm Muangkasem
Praderm Muangkasem (Ayutthaya, 2 luglio 1941) è un ex calciatore thailandese di ruolo centrocampista.

## Carriera
Con la Nazionale thailandese ha partecipato alle Olimpiadi del 1968.